# Rivière Roy
Pour les articles homonymes, voir Roy.
La rivière Roy est un affluent du lac Caopatina, coulant dans la municipalité de Eeyou Istchee Baie-James (municipalité), en Jamésie, dans la région administrative du Nord-du-Québec, au Québec, au Canada. La partie Nord du lac Caopatina est traversée vers l'Ouest par la rivière Opawica.
La vallée de la rivière Roy est desservie par la route forestière R1032 (sens Nord-Sud) qui passe du côté est et par des routes forestières secondaires. La rivière Roy traverse successivement les cantons de Chambalon, de Pambrun et de Hazeur.

## Géographie
Les bassins versants voisins de la rivière Roy sont :
- côté nord : lac Caopatina, rivière Opawica ;
- côté est : lac Oriol, lac Verchères, rivière Cawcot, lac Gabriel, lac Rohault ;
- côté sud : Lac Roy, rivière Toussaint, réservoir Gouin ;
- côté ouest : ruisseau Evrey, rivière Yvonne, rivière de l'Aigle, lac Surprise, lac Hébert, lac Doda.

La rivière Roy prend naissance à l'embouchure du lac Roy (Altitude: 449 m) dans la municipalité d'Eeyou Istchee Baie-James. Ce lac est situé à l'ouest du lac Cawcot lequel est le lac de tête de la rivière Cawcot coulant vers le nord-est.
Cette source est située au sud-est de l'embouchure de la rivière Roy (confluence avec le lac Caopatina lequel est traversé par la rivière Opawica).
À partir de l'embouchure du lac Roy, la rivière Roy coule sur environ 53 km selon les segments suivants :

### Cours supérieur de la rivière Roy
- vers le nord, puis vers l'ouest, dans le canton de Chambalon jusqu'à un ruisseau (venant de l'ouest) ;
- vers le nord jusqu'à la limite du canton de Pambrun ;
- vers le nord dans le canton de Pambrun, jusqu'à l'embouchure du lac Pambrun (altitude : 376 m) que le courant traverse  ;
- vers le nord en traversant la partie ouest du lac Pambrun (altitude : 376 m) ;

### Cours inférieur de la rivière Roy
- vers le Nord, en traversant en fin de segment la partie ouest du lac Chrysologue (altitude : 373 m)  jusqu'à sa décharge ;
- 5,3 km vers le nord, en coupant la ligne séparant les cantons de Pambrun et de Hazeur, et en traversant la partie Ouest du lac Verviers (altitude : 373 m), jusqu'à sa décharge ;
- vers l'ouest, puis vers le nord, en contournant une presqu'île en traversant la partie Nord du lac Surprise (altitude : 372 m) jusqu'à sa décharge ;
- vers le nord-est en traversant un plan d'eau non identifié formé par l'élargissement de la rivière, un deuxième lac non identifié (altitude : 365 m) jusqu'à sa décharge[2].

La rivière Roy se déverse sur la rive Sud du lac Caopatina dont la partie est est traversé de la rivière Opawica ; de là, cette dernière descend généralement vers l'ouest en traversant notamment le Lac des Vents, le lac du Bras Coupé, le lac Doda, le lac Françoise, le lac Lichen, puis vers le Nord jusqu'à sa confluence avec la rivière Chibougamau ; cette confluence constitue la source de la rivière Waswanipi.
Le cours de cette dernière coule vers l'ouest et traverse successivement la partie nord du lac Waswanipi, le lac au Goéland et le lac Olga, avant de se déverser dans le lac Matagami lequel se déverse à son tour dans la rivière Nottaway, un affluent de la Baie de Rupert (Baie James).
La confluence de la rivière Roy avec la rivière Opawica est située au sud de l'embouchure du lac Caopatina et au sud du centre-ville de Chibougamau.

## Toponymie
À différentes époques de l'histoire, ce territoire a été occupé par les Attikameks, les Algonquins et les Cris. Le terme « Roy » constitue un patronyme de famille d'origine française.
Le toponyme « rivière Roy » a été officialisé le 5 décembre 1968 à la Commission de toponymie du Québec, soit lors de sa création.